# Forte de Itapoã
O Forte de Itapuã localizava-se na região de Viamão, na margem esquerda da foz do Lago Guaíba, sobre a ponta de Itapuã, ao norte da lagoa dos Patos, no estado brasileiro do Rio Grande do Sul.
Atualmente, seus resquícios arqueológicos se localizam na área do Parque Estadual de Itapuã, em Viamão, RS.

## História

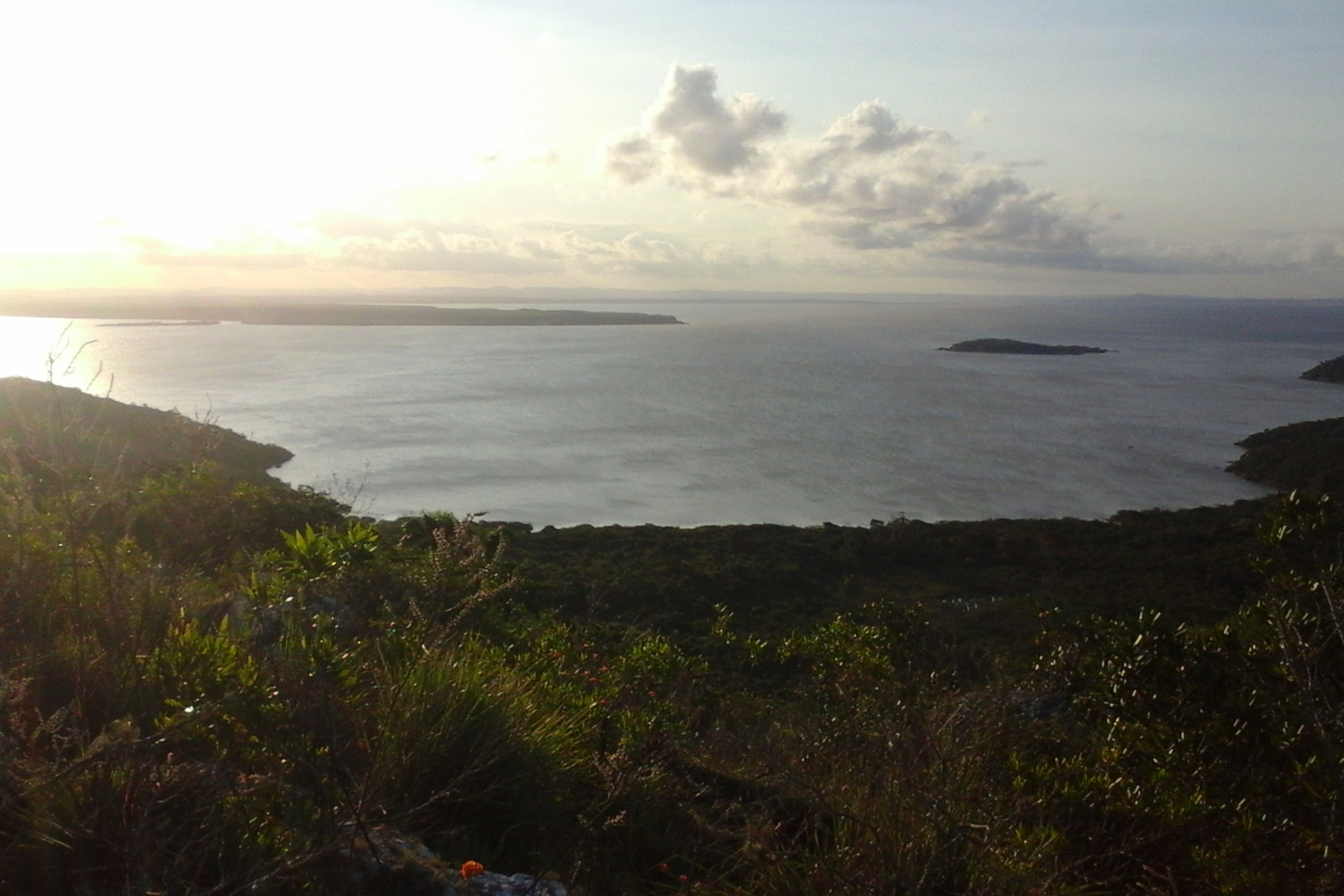
Região da foz do Lago Guaíba, precisamente a área protegida pelo Forte de Itapuã. À direta a Ilha do Junco.

SOUZA (1885) refere que esta estrutura remonta a uma fortaleza projetada e principiada pelos jesuítas (op. cit., p. 131).
Durante a Revolução Farroupilha (1835-1845) o local foi ocupado pelos farrapos de 20 de Setembro de 1835 a 15 de Julho de 1836, que aí mantiveram uma bateria de campanha, para dominar o acesso a Porto Alegre (ocupada) e a foz do rio Jacuí.
SOARES (1978) reporta que a expedição anfíbia legalista contra Porto Alegre, composta por uma frota de treze embarcações sob o comando do Capitão-Tenente Guilherme Parker, investiu contra a foz do Lago Guaíba, bombardeou este forte e o Forte do Junco, e logrou retomar Porto Alegre em Julho de 1836. Os fortes, bem guarnecidos e artilhados, continuaram a resistir até ao assalto final, iniciado em 21 de Agosto de 1836. Nessa data, tropas do Exército imperial desembarcaram da frota do Capitão-Tenente Parker, e após renhido combate tomaram o Forte do Junco, e em seguida o Forte de Itapoã, este último artilhado com cinco peças de calibre 12.
Retomado pelos legalistas, SOUZA (1885) completa que o forte foi por estes arrasado na ocasião (op. cit., p. 131).